# Chodda toxica
Chodda toxica là một loài bướm đêm trong họ Erebidae.